# Nakajima A2N
Il Nakajima A2N, indicato anche Caccia imbarcato per la Marina Tipo 90 (九〇式艦上戦闘機?) in base alle convenzioni di designazione allora vigenti, fu un aereo da caccia imbarcato monomotore biplano da caccia sviluppato dall'azienda aeronautica giapponese Nakajima Hikōki KK nei tardi anni venti.
Impiegato dai reparti da caccia della Dai-Nippon Teikoku Kaigun Kōkū Hombu, la componente aerea della Marina imperiale giapponese, come dotazione delle prime portaerei della flotta, rimase in servizio per buona parte degli anni trenta.

## Storia del progetto
La Nakajima, nel 1926, aveva acquistato il prototipo del britannico Gloster Gambet avviandolo alla produzione in serie, con la designazione A1N (o Caccia Imbarcato della Marina Tipo 3), per fornire la Marina Imperiale di un più moderno caccia imbarcato per le proprie portaerei. Nel frattempo, nel 1928 e 1929, erano stati acquistati due esemplari dei pari ruolo degli statunitensi Boeing Model 69 e Boeing Model 100 utilizzati dalla United States Navy per valutare il livello di tecnologia a cui erano arrivati per la loro realizzazione.
La Nakajima, su iniziativa privata, affidò al capo progettista Takao Yoshida il compito di disegnare un velivolo ideato completamente in Giappone. Yoshida, ispirandosi ai due modelli statunitensi, realizzò un velivolo che manteneva la loro impostazione, un caccia monomotore biplano con abitacolo singolo ed attrezzato per poter operare dal ponte di volo di una portaerei.
Nel corso del 1929 vennero approntati due prototipi, equipaggiati con un radiale Bristol Jupiter VI, portati in volo per la prima volta nel dicembre dello stesso anno. Esaminati dalla commissione della Marina Imperiale vennero però giudicati negativamente in quanto le loro prestazioni non si rivelarono molto diverse dai loro predecessori.
Venne perciò incaricato Jingo Kurihara di realizzare un terzo prototipo il quale, apportando al progetto originale una serie di modifiche, realizzò l'A2N1, che si differenziava dai precedenti soprattutto per l'adozione di un più potente motore Nakajima Kotobuki 2 capace di erogare 580 CV (432 kW). Il prototipo venne completato nel maggio 1931 e nuovamente sottoposto alla valutazione delle autorità della Marina Imperiale, ottenne questa volta l'approvazione alla produzione in serie grazie alle prestazioni ora più consone alle aspettative.
La produzione venne affidata alla stessa Nakajima ed all'Arsenale Tecnico Aeronavale di Sasebo, entrambe realizzando un totale di 106 esemplari in tre modelli (I-III), differenziati tra loro nell'adozione di diverse ali e nella configurazione dei collettori di scarico del motore.
Successivamente venne sviluppata una versione biposto da addestramento, realizzata in 66 esemplari tra il 1936 ed il 1939, che assunse la designazione A3N1.

## Tecnica
L'A2N era un velivolo dall'aspetto tradizionale, realizzato in tecnica mista e che conservava l'impostazione dei pari ruolo britannici e statunitensi dell'epoca; monomotore, biplano monoposto dotato di carrello fisso e di gancio d'arresto.
La fusoliera, realizzata con una struttura in tubi metallici saldati ricoperta in parte da tela ed in parte da pannelli metallici, era caratterizzata dall'unico abitacolo aperto protetto da un piccolo parabrezza. Posteriormente terminava in un impennaggio classico monoderiva con piani orizzontali controventati.
La configurazione alare era biplano-sesquiplana, ovvero con l'ala inferiore, montata bassa sulla fusoliera, di dimensioni minori della superiore, montata alta a parasole e collegata alla fusoliera da un castello tubolare, collegate tra loro da una coppia di montanti ad N, uno per lato, integrati da tiranti in filo d'acciaio. Entrambe erano realizzate in tecnica mista, dotate entrambe di alettoni e presentavano un angolo di diedro positivo, nelle prime versioni di 3° presente solo nell'ala inferiore, successivamente anche nella superiore, di 5°.
Il carrello d'atterraggio era semplice, un biciclo classico fisso ed ammortizzato, integrato posteriormente da un pattino d'appoggio, anch'esso ammortizzato, posto sotto la coda e da un gancio d'arresto situato sotto la fusoliera.
La propulsione era affidata ad un motore Nakajima Kotobuki, un radiale 9 cilindri posti su un'unica fila raffreddato ad aria capace di esprimere una potenza pari a 580 CV (432 kW). Posizionato all'apice anteriore della fusoliera era racchiuso in un anello Townend ed abbinato ad un'elica bipala.

## Impiego operativo
La versione da caccia definitiva, la A2N2 o Type 90-III, cominciò ad essere assegnata ai reparti da caccia (Kanjo Sentokitai) operanti dalle portaerei della Marina Imperiale dall'aprile 1932, andando ad equipaggiare la Hōshō, la Kaga e la Ryūjō sostituendo il precedente A1N.
Il modello venne impiegato in operazioni belliche che riguardavano la Seconda guerra sino-giapponese, in occasione della Battaglia di Shanghai, o incidente cinese come indicato dai giapponesi, quando la Seconda forza aeronavale della Marina Imperiale venne coinvolta nel controllo dell'area coinvolgendo i caccia che equipaggiavano la Kaga.

## Versioni

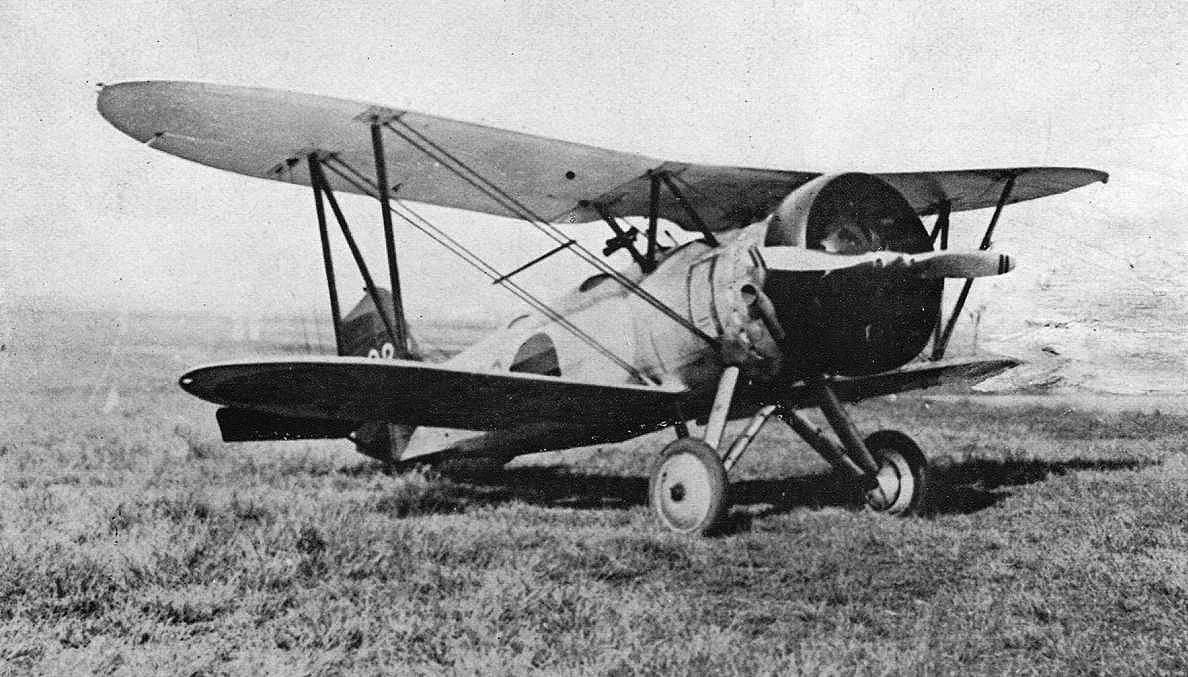
Nakajima A2N3-1

A2N
prototipo, realizzato in 4 esemplari.
A2N1

A2N2 (Type 90-III)
versione principale, caratterizzata da una nuova ala superiore con angolo di diedro di 5°.
A2N3
versione biposto da addestramento.
A3N1
versione biposto da addestramento.

## Utilizzatori
Giappone
- Dai-Nippon Teikoku Kaigun Kōkū Hombu